# Зелёный Холм (Ростовская область)
Зелёный Холм — посёлок в Красносулинском районе Ростовской области.
Входит в состав Комиссаровского сельского поселения.

## География
Улицы посёлка не имеют названий.

## История
В посёлке нет воды и самых элементарных благ цивилизации. Здесь осталось меньше 20 семей (на 2006 год) — за три года до этого их было около ста.

## Население
| 2010 |
| ---- |
| 23   |